# Парламент Эритреи
Национальная Ассамблея (тигринья ሃገራዊ ባይቶ, Hagerawi Baito, араб. المجلس الوطني الإرتري‎, англ. National Assembly of Eritrea) — законодательный орган Эритреи, сформирован 1 февраля 1992 года после получения ею независимости от Эфиопии.

## Состав и общие положения
Национальная Ассамблея однопалатная, возглавляется президентом, состоит из 150 депутатов, из которых 50 % члены центральной комиссии Народного фронта за демократию и справедливость, 60 членов избираются, 15 — представители эритрейцев, проживающих за рубежом, избираемые непрямым методом, 11 депутатов должны быть женщины. Стандартная процедура выборов отсутствует.
Установлено отделение законодательной власти от исполнительной, но на деле они едины и обе напрямую подчиняются президенту.
Срок полномочий депутатов формально установлен в 4 года, но фактически состав Национальной Ассамблеи впервые изменился в феврале 1994 года, после чего президент объявил «переходный период», который продлён бессрочно, и с тех пор выборов в парламент не было, хотя официально заявлялось о их проведении в 2001 и 2004 годах (в 2004 году прошли только местные и региональные выборы под контролем правящей партии Народный фронт за демократию и справедливость, а всеобщие выборы отложены бессрочно). Таким образом президент располагает безграничными полномочиями влияния на решения Национальной Ассамблеи, также как и на её «выборность».
Сессии парламента собираются по решению президента.
Фактически роль парламента в государстве больше консультативная, либо сводится к обычному одобрению волеизъявлений президента.

## Полномочия
Устанавливает внутреннюю и внешнюю политику правительства, регулирует исполнение Государственным советом этой политики и утверждает бюджет страны.
По законодательству Национальная ассамблея избирает президента на 5 лет.
Осуществляет роль в бюджетном контроле одобряя должность Главного аудитора, назначаемого президентом, который формально должен предоставлять парламенту отчёты, при этом механизм ответственности за их непредоставление отсутствует. 

## Особенности
Ввиду совмещения президентом должностей главы правительства, кабинета министров, а также Национальной Ассамблеи, форму правления Эритреи характеризуют как президентскую, хотя по Конституции 1993 года она парламентская.
Велика роль женщин в Национальной Ассамблее — 33 человека (22 %) депутатов парламента, что нехарактерно для мусульманской страны.
Между сессиями парламента высшей властью обладает кабинет министров, также возглавляемый президентом. 